# Mark Christopher
Mark Christopher, né à Fort Dodge (Iowa) le 8 juillet 1963, est un scénariste et réalisateur américain.
Il est principalement connu pour avoir dirigé Ryan Phillippe, Mike Myers, Salma Hayek et Mark Ruffalo dans son film-vedette, Studio 54 (1998). Il est également novateur en matière de courts métrages, en ayant écrit et réalisé trois, tous distribués en salles :
1. The Dead Boys' Club (1992), dans la vague du Nouveau cinéma queer ;
2. Alkali, Iowa (en) (1995), récompensé d'un Teddy Award du meilleur court-métrage à la Berlinale 1996 ;
3. Heartland (2007).

Mark Christopher a également écrit des scénarios pour la télévision et créé des programmes musicaux, tels que Real Life: The Musical diffusé sur OWN en 2012.

## Filmographie partielle

### Comme réalisateur
- 1992 : The Dead Boys' Club
- 1993 : Boys' Shorts: The New Queer Cinema
- 1995 : Alkali, Iowa
- 1997 : Boys Life 2
- 1998 : Studio 54
- 2005 : Pizza
- 2007 : Heartland (film, 2007)
- 2007 : Boys Life 6 (vidéo)